# Randegg
Randegg là một đô thị thuộc huyện Scheibbs trong bang Niederösterreich, Áo.